# Charpentieria piceata
Charpentieria piceata is een slakkensoort uit de familie van de Clausiliidae. De wetenschappelijke naam van de soort werd voor het eerst geldig gepubliceerd in 1836 door Rossmassler als Clausilia piceata.